# Vid Cencic
Vid Cencic Cencic (ur. 9 maja 1933 w Robidišču, zm. 23 marca 2020 w São Carlos) – urugwajski kolarz szosowy i torowy, uczestnik Letnich Igrzysk Olimpijskich 1964 w Tokio, brązowy medalista Mistrzostw Świata w Kolarstwie Szosowym 1962 w drużynowej jeździe na czas mężczyzn, brązowy medalista mistrzostw Urugwaju 1964.

## Wyniki olimpijskie
| Igrzyska   | Konkurencja                                       | Czas       | Wynik |
| ---------- | ------------------------------------------------- | ---------- | ----- |
| Tokio 1964 | Indywidualna jazda na czas                        | 4-39:51.82 | 64.   |
| Tokio 1964 | Drużynowy wyścig na 100 km ze startu zatrzymanego | 2-31:36.74 | 10.   |